# Bariaxes
Bariaxes fou un noble mede que, mentre Alexandre el Gran era a l'Índia, encapçalà un alçament nacionalista a la Mèdia Atropatene, però fou derrotat pel sàtrapa Atròpat. El 325 aC Alexandre el va condemnar a mort.